# Đại học Sư phạm Quảng Tây
Đại học Sư phạm Quảng Tây (tiếng Anh: Guangxi Normal University, viết tắt là GXNU; giản thể: 广西师范大学; phồn thể: 廣西師範大學; bính âm: Guǎngxī Shīfàn Dàxué; thông dụng 广西师大, Guǎngxīshīdà) là một trường đại học ở Quế Lâm, Trung Quốc. Đây là một trường đại học trực thuộc quản lý của Bộ Giáo dục Cộng hòa Nhân dân Trung Hoa.

## Lịch sử
Đại học Sư phạm Quảng Tây được thành lập tại Quế Lâm tháng 10 năm 1932 với tên gọi ban đầu là Trường sư phạm Quảng Tây. Năm 1943, trường được đổi tên thành Quốc lập Cao đẳng Sư phạm Quế Lâm (國立桂林師範學院). Năm 1949, trường được đổi tên thành Quốc lập Cao Sư phạm Nam Ninh  (國立南寧師範學院), và phát triển thành một trường đại học quốc gia với 7 học viện và 28 bộ môn. Năm 1950, trường được sáp nhập vào Đại học Quảng Tây.
Năm 1952, chính phủ sắp xếp lại các cơ sở đào tạo đại học trong một nỗ lực xây dựng một hệ thống theo kiểu Xô viết. Đại học Quảng Tây bị mất các, đã trở thành một Học viện Sư phạm Quảng Tây(广西师范学院). Tên hiện nay của trường được đặt năm 1983.

## Các ngành đào tạo
Trường có 27 trường cao đẳng và rất nhiều các chuyên ngành học, bao gồm tất cả các ngành khoa học, Kỹ thuật, Văn học, Lịch sử, Triết học, Luật, Kinh tế, Quản lý giáo dục, 62 chuyên ngành đaị học, 160 các chuyên ngành đào taọ Thạc sĩ, 12 chuyên ngành đào tạo Tiến sĩ, các phòng thí nghiệm, thực hành thí nghiệm, các trung tâm nghiên cứu kỹ thuật công nghệ,...

## Hiện nay
Trường có hơn 1.272 giáo viên, trong đó hơn 253 các giáo sư và liên kết với hiệp hội các giáo sư. Trường có khoảng 8.800 học sinh theo học các chương trình cao đẳng và đại học. Trường có hơn 18.539 sinh viên đang theo học các khoá học đại học, trong đó có 18.060 sinh viên tốt nghiệp và hơn 1.200 sinh viên quốc tế và hơn 539 sinh viên đã tốt nghiệp và tiếp tục theo học các khoá học Thạc sĩ và Tiến sĩ.

## Các cựu sinh viên nổi tiếng
- Huỳnh Hiện Phan, Sử gia